# November 23.
November 23. az év 327. (szökőévben 328.) napja a Gergely-naptár szerint. Az évből még 38 nap van hátra.
Névnapok: Kelemen, Klementina + Dániel, Daniló, Dános, Felicita, Felicitás, Felicitász, Kelemér, Kelen, Klélia, Klemencia, Klementin,  Kolumbán

## Események
- I. e. 626 – Nabú-apal-uszurt Babilónia királyává koronázzák – az Újbabiloni Birodalom megalakulása
- 1456 – V. László, magyar király a Hunyadi-család tagjaival együtt a temesvári várkápolnában misén vesz részt, ahol esküvel megfogadja, hogy nagybátyja, Cillei Ulrik megöletését nem fogja megbosszulni.
- 1527 – Beírja utolsó sorait, ezzel befejezi az Érdy-kódexet egy ismeretlen karthauzi szerzetes. (állítólag csak 1969 óta ünneplik november 23-án Szent Kelemen napját, előtte október 13-án volt ünnepe, tehát a szerzetes is ekkor fejezte be művét)
- 1644 – Megjelenik John Milton Areopagitica című röpirata az Angol Parlament cenzúratörvénye ellen, a szólás- és lelkiismereti szabadság érdekében.
- 1700 – XI. Kelemen pápa hivatalba lép.
- 1852 – Először helyeznek üzembe postaládákat. (Angliában,  Jersey szigetén)
- 1889 – Üzembe helyezik az első wurlitzert a San Franciscó-i „Palais Royal” bárban.
- 1898 - Átadják a forgalomnak a Bicske–Székesfehérvár-vasútvonalat
- 1939 – A német Scharnhorst és Gneisenau csatacirkálók első éles bevetésük során elsüllyesztették a brit HMS Rawalpindi felfegyverzett kereskedelmi hajót.
- 1940 – Románia csatlakozik a tengelyhatalmakhoz.
- 1945 – Első fokon halálra ítélik Imrédy Béla miniszterelnököt
- 1956 – A magyar kormány közleményben tudatja, hogy Nagy Imre és társai elhagyták a jugoszláv követséget, és saját kérésükre Romániába távoztak.
- 1962 – Lezuhan a Párizs melletti Le Bourget repülőtér megközelítésekor a Malév egyik IL–18 típusú repülőgépe, nyolc fő személyzet és tizenhárom utas meghal.
- 1963 - Elindul Anglia legnépszerűbb sci-fi sorozata a BBC-n a Ki vagy, doki?.
- 1971 – A Kínai Népköztársaságot (Tajvan helyett) az ENSZ Biztonsági Tanácsának állandó tagjává választják.
- 1977 – A Cape Canaveral-ról pályára állítják a Meteosat 1-t, az első európai meteorológiai műholdat.
- 1978 – az Európa Tanács tagja lesz Liechtenstein
- 1980 – A Richter-skála szerinti 6,2 – 6,8 erősségű földrengés pusztít Dél-Olaszországban, 4800-an halnak meg, megsérül több műemlék is.
- 1991
  - Freddie Mercury közleményben tudatja a világgal, hogy AIDS betegségben szenved.
  - Tölgyessy Pétert a Szabad Demokraták Szövetségének elnökévé választják.
- 1996 – Az etióp légitársaság Addisz-Abebától Abidjanba tartó gépét 180 utassal a fedélzetén légikalózok eltérítették, akik a robbanószerekkel Ausztráliába akarták kényszeríteni a repülőt; a gépen robbanás történt, és ezért az Indiai-óceánba zuhant – az áldozatok között van Annus Antal, Magyarország kenyai és etiópiai nagykövete is.
- 1998 – Az Európai Unió mezőgazdasági miniszterei feloldják a brit marhahús exporttilalmát, melyet még a kergemarha-kór miatt vezettek be.
- 2011 – A szlovák katonai elhárítás lehallgatási botrányába keveredett Ľubomír Galko védelmi minisztert menesztik hivatalából.[1]

## Születések
- 0912 – I. Ottó német-római császár († 973)
- 1160 – III. Ince pápa	(† 1216)
- 1200 körül – IV. Kelemen pápa	(† 1268)
- 1402 – Jean de Dunois	francia nemes úr († 1468)
- 1616 – John Wallis angol matematikus. (Neki tulajdonítják a ∞ jel bevezetését a végtelen jelölésére) († 1703).
- 1718 – Antoine Darquier de Pellepoix francia csillagász († 1802)
- 1802 – Orosz Ádám magyar katolikus pap, költő († 1872)
- 1804 – Gáspár András magyar honvéd tábornok († 1884)
- 1804 – Franklin Pierce az Amerikai Egyesült Államok 14. elnöke, hivatalban 1853–1857-ig († 1869)
- 1818 – Szlávy József magyar ügyvéd, bányamérnök, politikus, miniszterelnök († 1900)
- 1821 – Bartalus István magyar zenetörténész, népdalgyűjtő, az MTA levelező tagja († 1899)
- 1827 – Csintalan Alajos magyar katolikus pap († 1887)
- 1837 – Johannes Diderik van der Waals Nobel-díjas holland fizikus, a termodinamika egyik úttörője, a gázok és folyadékok állapotegyenletének megalkotója (van der Waals-egyenlet) († 1923)
- 1859 – William Bonney („Billy, a Kölyök”) amerikai bűnöző († 1881)
- 1860 – Hjalmar Branting svéd szociáldemokrata Nobel-békedíjas politikus († 1925)
- 1863 – Gróf Hadik János magyar politikus, 1918-ban 3 napig kijelölt miniszterelnök († 1933)
- 1870 – Ráth-Végh István magyar jogász, művelődéstörténész, szakíró († 1959)
- 1872 – Schimanek Emil Kossuth-díjas magyar gépészmérnök, egyetemi tanár († 1955)
- 1876 – Manuel de Falla spanyol klasszikus zeneszerző († 1946)
- 1887 – Boris Karloff (er. William Henry Pratt) angol színész († 1969)
- 1887 – Henry Moseley angol fizikus († 1915)
- 1896 – Klement Gottwald kommunista politikus, Csehszlovákia elnöke († 1953)
- 1898 – Rogyion Jakovlevics Malinovszkij szovjet marsall († 1967)
- 1903 – Juan Jover (Juan Jover Sañés) spanyol autóversenyző († 1960)
- 1913 – Christian Kautz osztrák autóversenyző († 1948)
- 1928 – Jerry Bock amerikai musical-zeneszerző  („Hegedűs a háztetőn”) († 2010)
- 1929 – Csányi Árpád Jászai Mari-díjas díszlettervező, iparművész, érdemes és kiváló művész († 2011)
- 1929 – Kapitány István magyar repülőgép vezető, Malév-főpilóta († 1962)
- 1934 – Linka György magyar színész († 1991)
- 1934 – Sárközy Zoltán Jászai Mari-díjas magyar színész († 2019)
- 1935 – Törőcsik Mari háromszoros Kossuth- és kétszeres Jászai Mari-díjas magyar színművésznő,  a nemzet színésze és a nemzet művésze († 2021)
- 1935 – Vlagyiszlav Nyikolajevics Volkov szovjet űrhajós († 1971)
- 1935 – Fejes László Balázs Béla-díjas magyar fotóriporter, fotóművész († 1985)
- 1937 – Szokolay Ottó Jászai Mari-díjas magyar színész érdemes művész († 2018)
- 1938 – Takács Zsuzsa József Attila-díjas magyar költő, műfordító
- 1941 – Franco Nero olasz színész
- 1944 – Joe Eszterhas magyar származású amerikai forgatókönyvíró
- 1945 – Dennis Nilsen brit sorozatgyilkos († 2018)
- 1949 – Soproni Ági magyar színésznő († 2000)
- 1949 – Holl Zsuzsa magyar színésznő
- 1951 – David Rappaport angol törpe színész († 1990)
- 1955 – Szakály Sándor Széchenyi-díjas magyar történész
- 1960 – Font Sándor magyar politikus
- 1966 – Vincent Cassel francia színész
- 1969 – Olivier Beretta monacói autóversenyző
- 1971 – Pokorny Lia magyar színésznő
- 1972 – Stubendek Katalin magyar színésznő
- 1972 – Földváry Lóránt magyar építőmérnök
- 1977 – Pintér Zoltán magyar labdarúgó, a Diósgyőri VTK játékosa
- 1978 – Montvai Tibor magyar labdarúgó
- 1979 – Nihat Kahveci török labdarúgó
- 1980 – Ishmael Beah egykori Sierra Leone-i gyermekkatona, a „Gyermekkatona voltam Afrikában” című könyv szerzője
- 1982 – Asafa Powell jamaicai sprinter
- 1984 – Herr Orsolya magyar kézilabdázó
- 1984 – Lucas Grabeel amerikai színész
- 1985 – Orosz Ákos magyar színész
- 1987 – Mikel Thomas trinidadi atléta
- 1990 – Alena Leonova orosz műkorcsolyázó
- 1990 – Káprály Mihály magyar labdarúgó játékvezető
- 1992 – Miley Cyrus amerikai énekesnő és színésznő
- 1998 – Bradley Steven Perry amerikai színész
- 2001 – Nico Porteous új-zélandi síakrobata, olimpikon

## Halálozások
- 1407 – I. Lajos orléans-i herceg[2]  (* 1372)
- 1457 – V. László magyar király (* 1440)
- 1470 – Gaston vianai herceg, Navarra kormányzója, I. Eleonóra navarrai királynő elsőszülött fia (* 1444)
- 1572 – Agnolo di Cosimo itáliai festőművész, költő  (* 1503)
- 1585 – Thomas Tallis angol zeneszerző (* 1505)
- 1682 – Claude Lorrain francia barokk festőművész (* 1600)
- 1683 – Buzinkai Mihály magyar református tanár (* 1620 körül)
- 1826 – Johann Elert Bode német csillagász a róla elnevezett Titius–Bode-szabály hirdetője (* 1747).
- 1856 – Keczkés Károly magyar vízépítő mérnök, a Duna feltérképezésének úttörője (* 1799).
- 1863 – Láng Adolf Ferenc botanikus, zoológus, gyógyszerész, az MTA tagja (* 1795)
- 1864 – Friedrich Georg Wilhelm von Struve német csillagász, földmérő (* 1793)
- 1870 – Balogh Péter magyar református püspök (* 1792)
- 1870 – Csete László magyar teológiai doktor, plébános (* 1825)
- 1872 – Sir John Bowring angol nyelvész, közgazdász, politikus, író, utazó, az első angol nyelvű magyar versantológia (Poetry of the Magyars, 1830) összeállítója (* 1792)
- 1884 – Bubics Ede magyar mérnök  (* 1818)
- 1890 – Schenzl Guidó meteorológus, akadémikus, a Magyar Meteorológiai és Földdelejességi Intézet létrehozója és első igazgatója. (* 1823)
- 1912 – Beck István (Bek Pista) szegedi városi tisztviselő, néprajzi gyűjtő és mecénás, a régi Szeged közéletének jelentős szereplője (* 1848)
- 1937 – George Albert Boulenger brit zoológus és ichthiológus (* 1858)
- 1949 – Bobory György magyar földbirtokos, magyar királyi titkos tanácsos, országgyűlési képviselő (* 1883)
- 1962 – Kapitány István magyar repülőgép vezető, Malév-főpilóta (* 1929)
- 1971 – Árkay Bertalan magyar műépítész, a modern építészet egyik úttörője (* 1901)
- 1972 – Gräfl Ödön úszó, vízilabdázó, sportvezető (* 1877)
- 1976 – Ács Ilona úszó (* 1920)
- 1976 – André Malraux francia  író, kalandor, politikus, miniszter (* 1901)
- 1982 – Molnár Tibor Kossuth- és Jászai Mari-díjas magyar színművész (* 1921)
- 1984 – Apátfalvi Czene János festőművész (* 1904)
- 1986 – Red Hamilton amerikai autóversenyző (* 1921)
- 1986 – Máriássy Judit József Attila-díjas magyar forgatókönyvíró, újságíró (* 1924)
- 1990 – Roald Dahl angol író, a Meghökkentő mesék szerzője (* 1916)
- 1990 – Szécsi Margit József Attila-díjas magyar költőnő (* 1928)
- 1991 – Klaus Kinski német színész, filmrendező (* 1926)
- 1992 – Kovács János Jászai Mari-díjas magyar színész, érdemes- és kiváló művész (* 1927)
- 1995 – Louis Malle Oscar-díjas francia filmrendező (* 1932)
- 2002 – Bogen Erna magyar olimpiai bronzérmes vívónő  (* 1906)
- 2005 – Tábori Nóra Kossuth- és Jászai Mari-díjas magyar színésznő (* 1928)
- 2006 – Philippe Noiret francia színész (* 1930)
- 2012 – Larry Hagman amerikai színész, (Dallas) (* 1931)
- 2015 – Kisfalussy Bálint romániai magyar színész, a Szatmárnémeti Északi Színház örökös tagja, zeneszerző, dalszerző, slágerénekes (* 1939)
- 2017 – Bohus Zoltán, Kossuth-díjas magyar szobrászművész, üvegtervező, a nemzet művésze (* 1941)
- 2020 – Böröndi Tamás, magyar színész, színigazgató (* 1955)

## Nemzeti ünnepek, emléknapok, világnapok
- Szent I. Kelemen pápa vértanú emléknapja a katolikus egyházban